# Itame fulvaria
Itame fulvaria là một loài bướm đêm trong họ Geometridae.